# Arctic Superior
Arctic Superior är en odlad stam av röding som tagits fram genom avelsarbete av forskare vid Sveriges lantbruksuniversitet (SLU) vattenbruksinstitution i Umeå tillsammans med Fiskeriverkets försöksstation i Kälarne. Avelsarbetet startade i mitten av 1980-talet, efter en treårig försöksperiod. Stammen Arctic Superior baseras på röding från Hornavan.
Några viktiga mål för aveln har varit:
- god köttkvalitet och färg på köttet
- storlek och tillväxthastighet
- bättre foderkonvertering
- sjukdomsresistens
- ändamålsenlig ålder och storlek för könsmognad

Beräkningar visar att avelsprogrammet bland annat förbättrat och jämnat tillväxten. Dessa och andra för odling förbättrade egenskaper har lett till en bättre produktionscykel och sänkta produktionskostnader.
Avelsarbetet har varit så omfattande att Arctic Superior anses som en domesticerad stam för vattenbruk. Naturvårdsverket skriver i en rapport från 2008 att det är olyckligt att stammen använts för utsättning i naturen.